# Rygmodus
Rygmodus is een geslacht van kevers. Het behoort tot de familie van de spinnende waterkevers (Hydrophilidae).
Adam White richtte het geslacht op in 1846. Hij beschreef tevens Rygmodus modestus en Rygmodus pedinoides, verzameld in Nieuw-Zeeland tijdens de Antarctische expeditie van HMS Erebus en HMS Terror onder leiding van James Clark Ross in 1839-1843.
Het geslacht is endemisch in Nieuw-Zeeland.
Larven en volwassen kevers blijken te leven in afzonderlijke habitats.  De larven zijn predatoren van ongewervelde waterdieren. Ze houden zich op naast beken, onder stenen, in algenmatten of met water doorweekt mos. De volwassen kevers voeden zich met stuifmeel van verschillende bloemensoorten.

## Soorten
Michael Hansen rekende in 1996 de volgende soorten tot dit geslacht:
- Rygmodus alienus Broun, 1893
- Rygmodus antennatus (Sharp, 1884)
- Rygmodus cyaneus Broun, 1881
- Rygmodus femoratus Sharp, 1884
- Rygmodus incertus Broun, 1880
- Rygmodus longulus (Sharp, 1884)
- Rygmodus modestus White, 1846
- Rygmodus oblongus Broun, 1880
- Rygmodus opimus Broun, 1880
- Rygmodus pedinoides White, 1846
- Rygmodus tibialis Broun, 1893